# Xông vào dông bão (phim)
Xông vào dông bão (tiếng Nga: Иду на грозу) là một bộ phim tâm lý xã hội của đạo diễn Sergey Mikaelyan, ra mắt lần đầu năm 1965.
Dựa theo cuốn tiểu thuyết cùng tên của nhà văn Daniil Granin, truyện phim mô tả đời sống riêng của các nhà vật lý học trẻ tuổi, xoay quanh họ là những câu chuyện chân thật về tình yêu, tình bạn và cả sự phản bội.

## Diễn viên
- Aleksandr Belyavsky... Sergey Krylov
- Vasily Lanovoy[1]... Oleg Tulin
- Rostislav Plyatt... Dankevich
- Mikhail Astangov... Golitsin
- Zhanna Prokhorenko... Lena
- Vladimir Treshchalov... Chồng Lena
- Viktoria Lepko... Zhenya
- Anatoly Papanov... Anikeyev
- Yevgeny Lebedev... Agatov
- Lev Prygunov... Richard
- Leonid Dyachkov... Poltavsky
- Iosif Konopatsky... Savushkin
- Fyodor Korchagin... Lagunov
- Vladimir Erenberg... Hiệu trưởng
- Anatoly Abramov
- Pavel Luspekayev... Aleksey Denisov (Bộ trưởng)
- Georgy Shtil... Nhà báo

## Ê-kíp
- Thiết kế sản xuất: Boris Burmistrov
- Âm thanh: Arnold Shargorodsky